# De grote schoenen van Luther

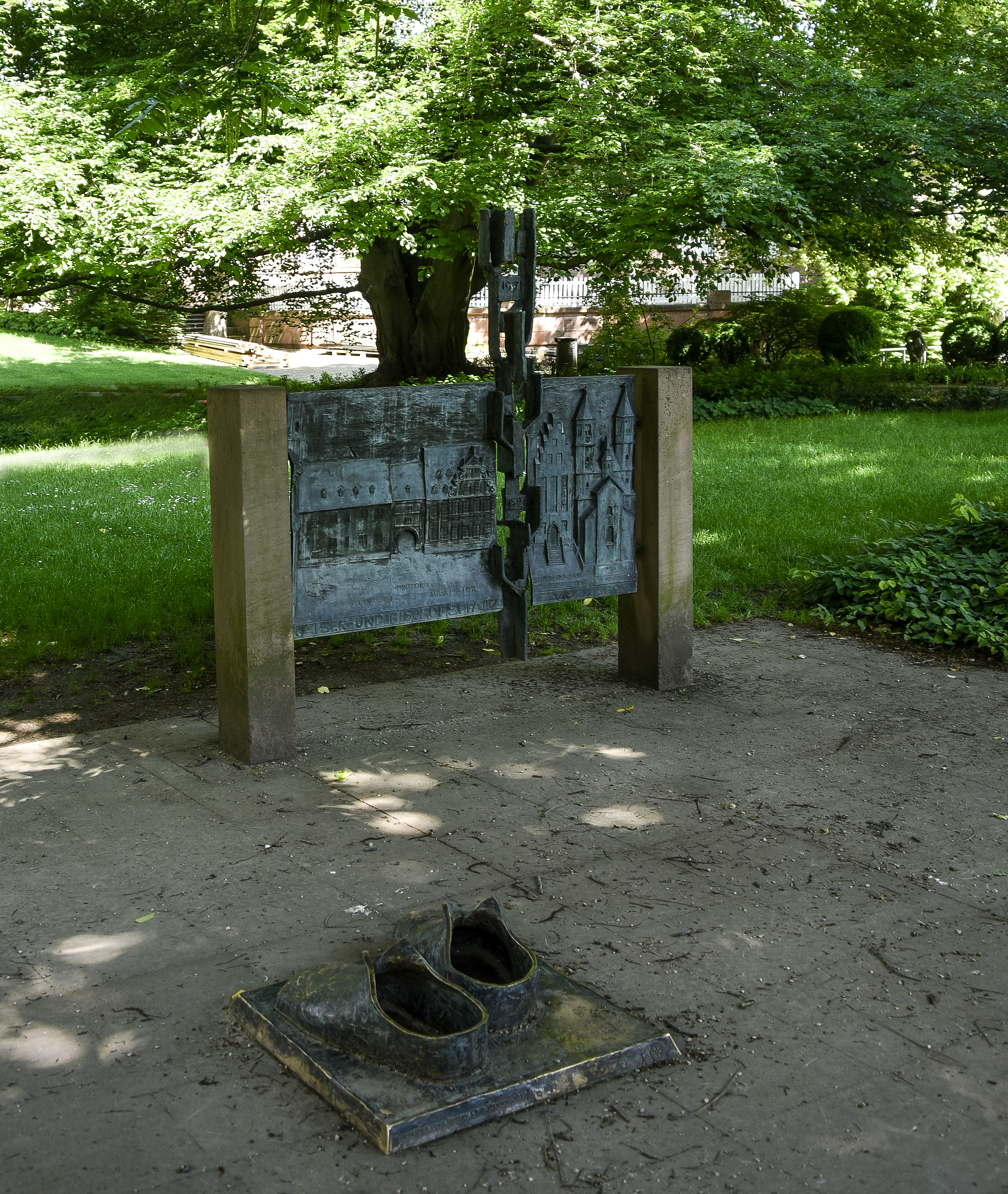
De grote schoenen van Luther

De grote schoenen van Luther is een gedenkteken met een reliëf dat Luthers protesten tegen de de Rooms-Katholieke Kerk herdenkt. Het gedenkteken staat in het Heylshofpark, op de plaats van het verdwenen Bischopshof in Worms, het in 1689 verwoeste gebouw waarin Maarten Luther zich op 18 april 1521 tegen keizer Karel V verantwoordde voor zijn in 1517 gepubliceerde stellingen. De confrontatie met de keizer leidde tot het Edict van Worms, uitgevaardigd op de Rijksdag van Worms op 26 mei 1521. 

## Achtergrond
Luther had kritiek op de aflaathandel en andere praktijken van de kerk. In 1517 publiceerde hij zijn 95 stellingen, waarin hij de wantoestanden in de kerk aan de kaak stelde. Hiermee startte hij de Reformatie en het Lutheranisme, een stroming binnen het Protestantisme.  
Het gedenkteken is gemaakt door het kunstenaarsechtpaar Norbert en Constanze Illig en schoenen zijn zo groot dat mensen erin kunnen stappen. De scheur in het reliëf is het symbool voor de scheiding van de kerken die vlak nadien ontstond.

## Galerij

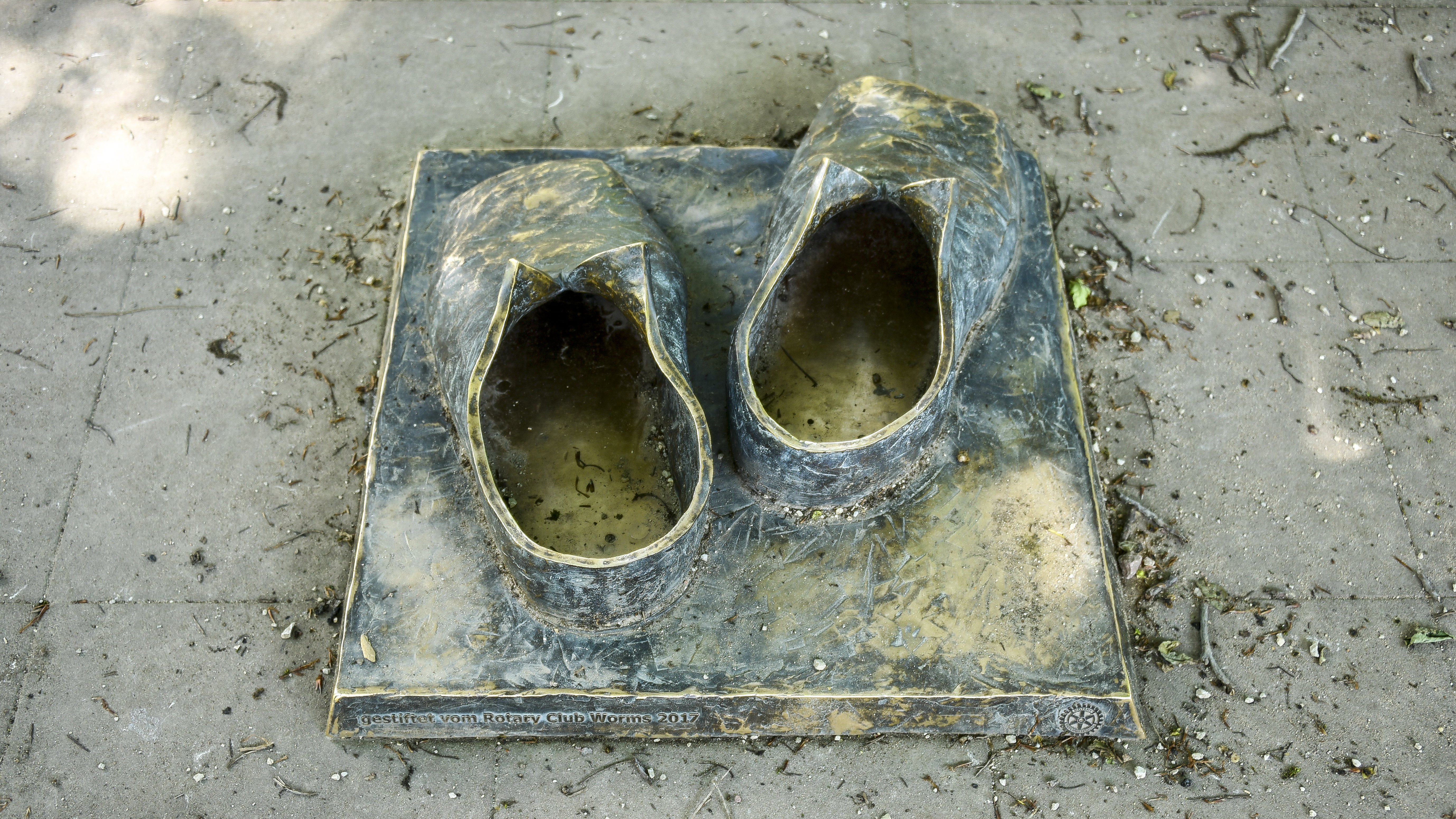
Luthers schoenen
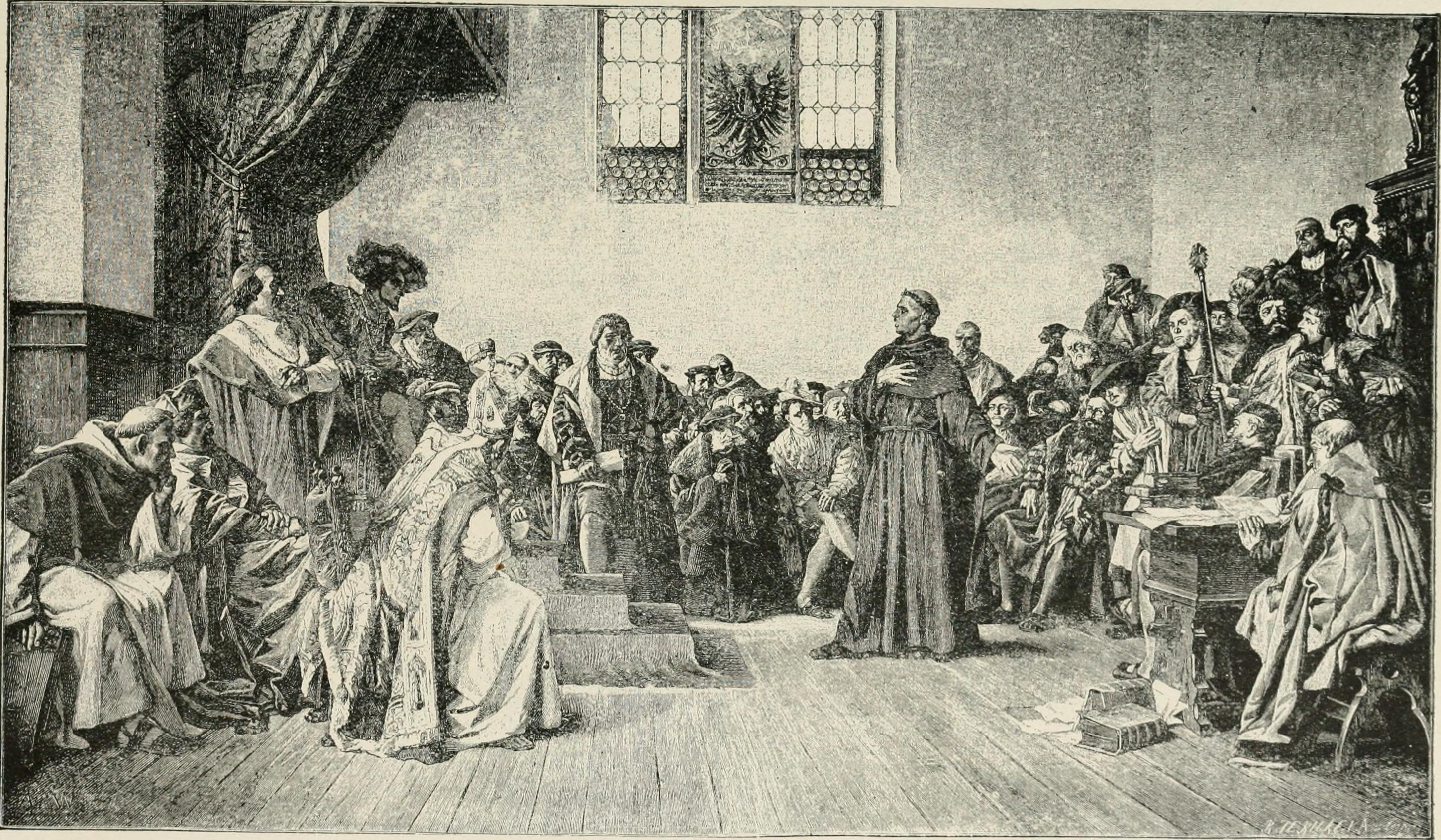
Luther voor Karel V
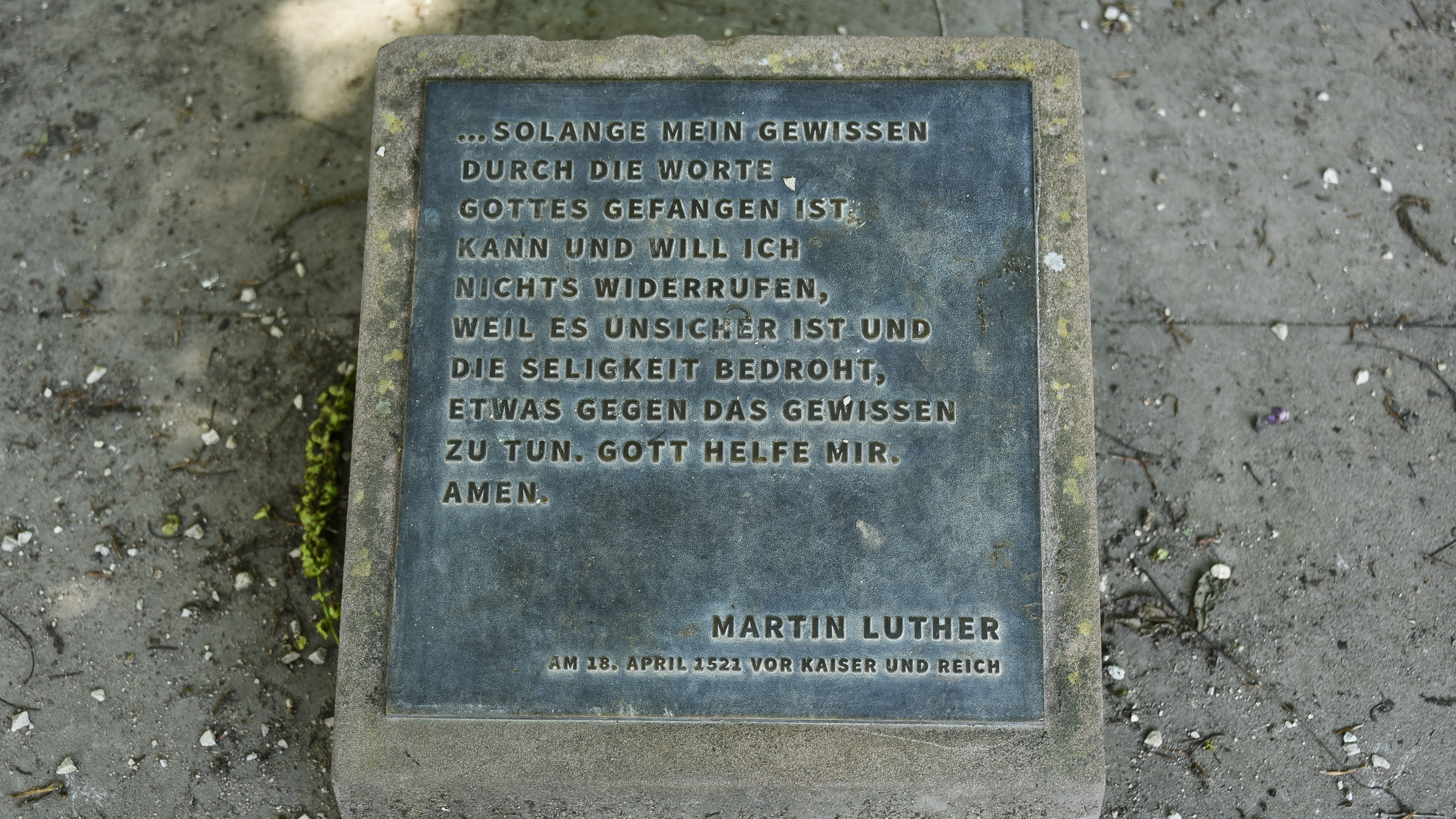
Luther voor Keizer Karel V